# Zygogonium ericetorum
Zygogonium ericetorum é uma espécie de alga pertencente à família Zygnemataceae.
A autoridade científica da espécie é Kützing, tendo sido publicada em Phycologia generalis oder Anatomie, Physiologie und Systemkunde der Tange... Mit 80 farbig gedruckten Tafeln, gezeichnet und gravirt vom Verfasser. pp. [part 1]: [i]-xxxii, [1]-142, [part 2:] 143-458, 1, err.], pls 1-80. Leipzig: F.A. Brockhaus., no ano de 1843.
Trata-se de uma espécie de água doce, com registo de ocorrência em Portugal.

## Sinónimos
Possui um sinónimo heterotípico, Conferva ericetorum e um sinónimo homotípico, Zygnema ericetorum.